# Finley Gaio
Finley Gaio (15 aprile 1999) è un ostacolista e multiplista svizzero.

## Biografia
Finley Gaio ha maturato la sua prima esperienza internazionale nel 2017 quando ha dovuto terminare anzitempo il suo decathlon agli Europei U20 di Grosseto. L'anno successivo è arrivato quinto ai Mondiali U20 di Tampere con 7455 punti e nel 2019 è arrivato decimo ai Campionati Europei U23 di Gävle, in Svezia, con 7453 punti. Nel 2021 ha iniziato oltre i 60 m ostacoli ai Campionati Europei Indoor di Toruń e lì si è ritirato con 7"86 secondi al primo turno. Ai Campionati Europei Under 23 di Tallinn è arrivato undicesimo con 7505 punti e l'anno successivo si è ritirato ai Mondiali indoor di Belgrado con 7.74 s nel primo round sui 60 m ostacoli.
Nel 2019 Gaio è diventato campione svizzero di eptathlon indoor e nel 2021 campione indoor sui 60 m ostacoli.

## Palmarès
| Anno | Manifestazione | Sede     | Evento    | Risultato | Prestazione | Note                                     |
| ---- | -------------- | -------- | --------- | --------- | ----------- | ---------------------------------------- |
| 2022 | Europei        | Monaco   | 110 m hs  | 5º        | 13"50       |                                          |
| 2023 | Europei indoor | Istanbul | 60 m hs   | Batteria  | 7"79        |                                          |
| 2023 | Mondiali       | Budapest | 110 m hs  | Batteria  | 13"61       |                                          |
| 2024 | Europei        | Roma     | Decathlon | 14º       | 7934 p.     | Miglior prestazione personale stagionale |